# Nail' Umjarov
Nail' Renadovič Umjarov (in russo Наиль Ренадович Умяров?; trasl. angl. Nail Umyarov; Syzran', 27 giugno 2000) è un calciatore russo, centrocampista dello Spartak Mosca.

## Caratteristiche tecniche
È un mediano.

## Palmarès

### Club

#### Competizioni nazionali
- Coppa di Russia: 1

Spartak Mosca: 2021-2022